# Nobiltà rutena
Con nobiltà rutena (in ucraino Руська шляхта?, Rus'ka šlyakhta, in bielorusso Руская шляхта?, Ruskaja šliachta, in polacco szlachta ruska, in lituano Lietuvos bajorija) si fa riferimento all'aristocrazia del Principato di Galizia-Volinia, che si trovava nel Granducato di Lituania, in Rutenia, in Samogizia, nella Confederazione polacco-lituana e, successivamente, nell'Impero russo e nell'Impero austriaco: col tempo, i nobili affrontarono sempre più un processo di polonizzazione e in seguito di russificazione, pur mantenendo un'identità culturale separata.
L'aristocrazia rutena, in origine legata allo slavo orientale come idioma e alla religione ortodossa, si trovò governata dal Granducato di Lituania in espansione, dove sorse dallo status di seconda classe a partner alla pari della nobiltà lituana. In seguito all'unione polacco-lituana del XIV secolo, i nobili ruteni adottarono gradualmente la lingua e la religione polacca (cioè una conversione dalla fede ortodossa al cattolicesimo). Malgrado tutto, mantennero un'identità distinta all'interno della classe polacco-lituana nota come szlachta, riassumibile nell'espressione latina coniata da Stanisław Orzechowski gente Ruthenus, natione Polonus o anche semplicemente Ruthenus (traducibile con "di nazionalità polacca, ma di origine rutena": il termine "nazione" andrebbe inteso come affiliazione allo Stato, anche se con un'accezione del termine in senso moderno, "gente" indicatore delle tradizioni tipiche). La misura in cui preservarono tale identità separata è ancora oggetto di dibattito da parte degli studiosi e varia in base al tempo e al luogo.
Alla fine, in seguito all'Unione di Lublino nel 1569, la maggior parte dei territori della Rutenia entrò a far parte della Corona del regno polacco nella Repubblica delle due Nazioni. Il trasferimento delle terre rutene dal Granducato lituano alla Polonia avvenne con il forte sostegno della nobiltà rutena, attratta dalla cultura polacca e desiderosa di ottenere i privilegi della nobiltà polacca. Per via della sua gravitazione attorno alla tradizione nobile lituana e quella polacca, lo storico statunitense Daniel Z. Stone descrive tale situazione come un passaggio da «ricchezza senza diritti legali» a possesso di «diritti individuali e sociali ben definiti». La nobiltà lituana, polacca e rutena divenne gradualmente sempre più unificata, in particolare per quanto riguarda la propria identificazione come ceto nella piramide sociale. L'aristocrazia rutena divenne così pesantemente polonizzata che la rinascita nazionale di Bielorussia e Ucraina del XIX e XX secolo fu stimolata soprattutto dalle classi medie e inferiori della nobiltà, a cui in seguito si unì la crescente coscienza nazionale della nuova borghesia piuttosto che la vecchia élite rutena.
Nonostante la polonizzazione di Lituania e Rutenia nei secoli XVII-XVIII, gran parte della szlachta meno influente riuscì a mantenere la propria identità culturale in vari modi. L'eredità è ancora palpabile in Europa centrale: si pensi al fatto che all'inizio degli anni Novanta si contavano circa 300.000 greco-cattolici in Ungheria, specie a nord-est, alcuni dei quali verosimilmente eredi dei nobili ruteni dei secoli passati. In alcune zone dell'odierna Ucraina con una significativa presenza di membri della szlachta, come ad esempio il Distretto di Bar o il Distretto di Ovruč, la russificazione e la più atavica polonizzazione ebbero molto meno effetti che altrove al di là della martellante politica indirizzata in senso opposto.
Alcune delle principali famiglie nobili rutene, tutte polonizzate in misura significativa, includevano i Czartoryski, gli Ostrogski, i Sanguszko, i Sapieha, i Wiśniowiecki, gli Zasławski e gli Zbaraski.

## Origini

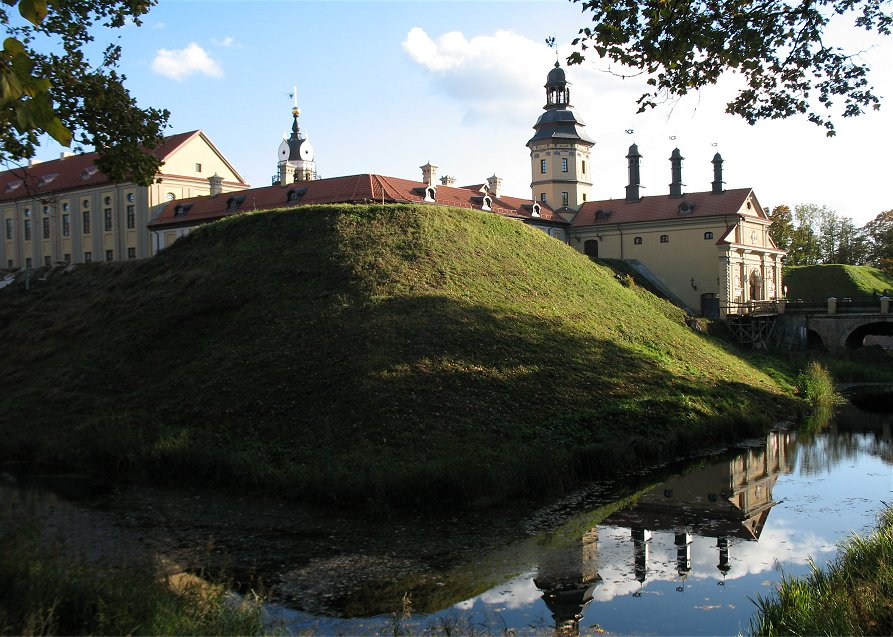
Il castello di Njasviž, residenza principale della famiglia Radziwiłł

La nobiltà rutena era solitamente di origine slava orientale dalle terre incorporate dei principati della vecchia Rus' di Kiev e della Galizia-Volinia incorporata nel Granducato di Lituania e nel Regno di Polonia, che perlopiù corrispondevano a territori oggi facenti parte delle odierne Ucraina e Bielorussia.
Dopo l'incorporazione della nobiltà baltica legata alla Lituania Propria, si adottarono spesso cultura, lingua e tradizioni del mondo ruteno. L'alta nobiltà bielorussa, indicata con l'etnonimo litvin, abbracciava in gran parte le usanze slave e il cristianesimo ortodosso, oltre ad esprimersi in lingua rutena. Nel corso del tempo, una parte dell'alta aristocrazia lituana finì per essere di origine rutena: la nobiltà minore localizzati nell'odierna Lituania continuò a esprimersi in lingua lituana. L'antico slavo ecclesiastico e, più tardi, il ruteno, acquisirono lo status di lingua ufficiale della cancelleria sotto Vitoldo, mentre il latino era usato nelle relazioni con l'Europa occidentale.

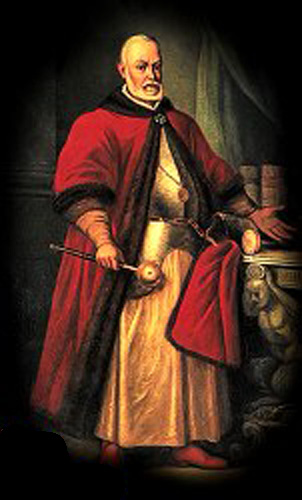
Lev Sapieha, Gran Cancelliere del Granducato di Lituania, Rutenia e Samogizia

Si stima che nel XVI secolo l'80% dei feudatari in terra bielorussa fosse di etnia rutena e il 19% baltico. Non si conoscono grandi conflitti emersi tra la szlachta rutena e quella baltica nel Granducato di Lituania: la parità di loro diritti risultava peraltro garantita anche dagli Statuti lituani del 1529, 1566 e 1588. Col passare del tempo, le differenze tra le fazioni lituane e rutene dell'élite interna del Granducato si assottigliarono fino a scomparire.

## Confederazione polacco-lituana
Dopo l'unione di Lublino del 1569, i gruppi etnici non polacchi e finiti nell'orbita di Cracovia, in particolare i ruteni e lituani, sperimentarono una forte influenza della cultura polacca e dell'idioma.
Nell'ambito della colonizzazione delle terre rutene da parte della nobiltà polacca o polonizzata, anche i contadini della Polonia centrale si spinsero verso est.
Fino al XVI secolo l'antica lingua rutena veniva parlata dalla maggioranza degli aristocratici del Granducato, inclusi gli stessi granduchi, anche in aree abbastanza lontane come la Samogizia, sia in occasioni formali che in privata sede, sino alla soppressione ufficiale avvenuta nel 1697 in favore di polacco e latino. Entro la fine del XVI secolo, a causa di una serie di circostanze, in primis l'unione di Brest, a seguito della quale la Chiesa ortodossa della Repubblica delle Due Nazioni scelse di essere sottoposta all'autorità della Santa Sede e non più al Patriarcato di Mosca, e l'aumento delle scuole gesuite, le nuove leve della szlachta e dell'alta borghesia ricevettero un'istruzione in lingua polacca e finirono per rimpiazzarla al ruteno: un simile processo coinvolse maggiormente i più abbienti magnati piuttosto che la szlachta inferiore, ancorata invece con strenuo senso di appartenenza alle proprie radici storiche.
Da quel momento, una fetta dell'aristocrazia rutena adottò mode e tradizioni tipiche della Polonia, incluso il sarmatismo. Nonostante questo, la fedeltà politica della Bielorussia e dell'Ucraina del tempo rimase più favorevole a Vilnius piuttosto che a Varsavia, divenuta la nuova capitale dal 1596, tanto da schierarsi a fianco della prima in alcune storiche riunioni del sejm.

## Etmanato cosacco
In seguito al trattato di Pereyaslav del 1654, sulla riva sinistra ucraina prese forma l'Etmanato cosacco, la cui classe dirigente era composta per l'appunto da cosacchi. Nonostante il fatto che un gran numero di cosacchi non vantasse origini nobili ufficiali (cioè riconosciute o assegnate ex novo dai re e dal Sejm), si tendeva a identificarsi come membri della szlachta: un simile atteggiamento evince tra l'altro dallo stile di vita, dall'arte e dell'abbigliamento. Dopo la fine della guerra civile passata alla storia come rovina (1659-1686), vari ruteni, polacchi (ad esempio Zavadovsky, Dunin-Borkovsky, Modzalevsky), famiglie nobili lituane (Narbut, Zabily, Hudovyč), tatari (Kočubey), serbi (Mjloradovjč), greci (Kapnist) e di altre terre si trasferirono in massa nell'Etmanato. Tramite matrimoni misti avvenuti tra cosacchi, ruteni e altre aristocrazie, oltre che grazie a titoli già ottenuti in passato, i cosacchi riuscirono a raggiungere posizioni di spicco sia nell'Etmanato che in Russia, dando luogo a nobiltà divenuta nota come staršiná (in Stati come Russia, Ucraina, Bulgaria e Bielorussia con tale termine si designa inoltre un grado delle forze armate). La nobiltà cosacca giocò un ruolo importante nella storia sia dell'Ucraina che della Russia, venendo assorbiti entro la fine del XVIII e l'inizio del XIX secolo dalla nobiltà russa.

## Impero russo

### Nobiltà rutena della moderna Ucraina nell'impero russo
Dalla fine del XVI secolo la nobiltà rutena si trasferì in Russia perché nella Confederazione furono rimpiazzati dalla szlachta polacca cattolica e non riuscirono a raggiungere un elevato status sociale e politico. Dopo la rivolta di Chmel'nyc'kyj e il trattato di Perejaslav, un gran numero di nobili ruteni e cosacchi acquisì lo status di cittadino dell'Etmanato, che godeva sì di ampie autonomie ma rientrava comunque nello Zarato russo. A seguito della fusione dei cosacchi e dell'aristocrazia rutena con quella cosacca, vari esponenti tentarono di guadagnarsi un proprio ruolo affrontando tutte le tappe del cursus honorum politico e/o militare in Russia. Dall'inizio del XVIII secolo e fino ai primi anni del XIX secolo svolsero un compito importante nello Zarato e, in seguito, nell'Impero russo. Famiglie come quella dei Razumovskij e dei Bezborodko divennero tra le più agiate dell'Impero.
Entro la fine del XVIII e l'inizio del XIX secolo, l'Etmanato, nonostante le garanzie che offriva in senso opposto il trattato di Perejaslav, fu abolito da Caterina II: in concomitanza con tale circostanza, alcuni furono costretti a lasciare la regione e dovettero trasferirsi nella regione di Kuban', dove costituirono il gruppo dei cosacchi del Kuban'. La maggioranza di coloro che erano di discendenza nobiliare raggiunse il grado necessario per essere riconosciuta dalla tavola dei ranghi o ricevette un titolo per volontà degli imperatori russi, diventando a quel punto parte integrante dell'aristocrazia nazionale. Dopo le spartizioni della Polonia, anche la nobiltà rutena dall'Ucraina e da altre terre della a quel punto soppressa Confederazione polacco-lituana converse nella dvorjanstvo. Allo stesso modo in cui la nobiltà rutena era stata incorporata nella nobiltà polacca, l'alta nobiltà di discendenza rutena e cosacca si associò sempre più alla realtà russa, piuttosto che ai russini (ruteni, cosacchi e ucraini), anche se non in regioni più periferiche come la Galizia. Poiché la maggior parte dell'educazione veniva insegnata principalmente in russo e francese, presto l'élite rutena cominciò a esprimersi in russo invece che nel vecchio idioma. Il contributo di tale gruppo nella cultura, nella scienza e nella vita politica russa si dimostrò elevato: si pensi a figure come Pëtr Il'ič Čajkovskij, Nikolaj Gogol', Fëdor Dostoevskij, Ivan Paskevič e Michail Ostrogradskij.

### La nobiltà rutena nella Bielorussia imperiale
Alla fine del XVIII e XIX secolo, la szlachta bielorussa partecipò attivamente alle rivolte anti-russe scoppiate nel territorio della vecchia Confederazione polacco-lituana: Tadeusz Kościuszko (Tadevuš Kastsjuška), un nobile di quella che oggi è la Bielorussia, capeggiò una vasta insurrezione nel 1793. Konstanty Kalinowski fomentò invece la rivolta di gennaio nel territorio dell'ex Granducato di Lituania.
Nel XIX secolo, la polonizzazione della szlachta da un lato e la russificazione e la violenta imposizione dell'ortodossia ai contadini dall'altro, generarono una situazione in cui la barriera sociale tra aristocrazia e ceti umili in terra bielorussa fortemente divisoria e tardarono lo sviluppo di un qualsivoglia risveglio nazionale. Solo nel tardo XIX secolo, epoca in cui il nazionalismo era sbocciato pressoché ovunque, intellettuali locali di estrazione contadina e alcuni aristocratici come Francišak Bahuševič e Wincenty Dunin-Marcinkiewicz contribuirono a delineare un concetto di identità unitaria tra i moderni bielorussi, discendenti degli abitanti di lingua slava deloo storico Granducato di Lituania e delle precedenti entità rutene di Polack e Turaŭ. Da un po' tempo, anche i baltici di lingua lituana avevano vissuto un periodo di risveglio nazionale.
All'inizio del XX secolo, la nobiltà bielorussa appariva principalmente coinvolta a livello politico nel movimento politico noto come Krajowcy, il quale incorporava locatori polacchi che vivevano nella regione di Vilnius. Altri come Roman Skirmunt o Maria Magdalena Radziwiłł, invece, mostrarono simpatie per il movimento nazionale bielorusso e incentivarono la creazione della Repubblica Popolare Bielorussa indipendente nel 1918. Il comandante del reggimento Piotr Kazakevič in seguito si unì all'esercito nazionale bielorusso con 2.000 cosacchi russi professionisti: questi era in passato un comandante del reggimento per l'Impero.
Dopo la rivoluzione d'ottobre, l'élite bielorussa e i cosacchi furono duramente colpiti dal terrore bolscevico, essendo stati bollati come nemici del regime: la Bielorussia orientale affrontò il terrore sovietico già dall'inizio degli anni '20, mentre la maggior parte dei discendenti degli aristocratici che risiedevano in Bielorussia occidentale sperimentarono una sequela di provvedimenti repressivi solo con l'annessione del territorio da parte dell'URSS nel 1939 nel corso della campagna di Polonia.
Poiché all'inizio del XX secolo molti nobili minori in Bielorussia apparivano difficilmente distinguibili dai normali contadini, solo la massima aristocrazia convisse con repressioni a causa del proprio ceto sociale.

## La nobiltà rutena oggi
Dopo che la Bielorussia riottenne l'indipendenza nel 1991, i discendenti sopravvissuti delle famiglie nobili formarono alcune organizzazioni, in particolare l'Unione del popolo nobile bielorusso (Згуртаванне беларускай шляхты). Esiste, tuttavia, una frammentazione interna tra gli aristocratici, i quali tendono a identificarsi spesso con la szlachta polacco-lituana o con la dvoryanstvo russa.

### Denominazione
Inizialmente, i nobili ruteni erano chiamati boiardi (in ucraino бояри?, boyary, in ruteno: бояре, boyare, in bielorusso баяры?, bajary), mentre in Lituania si usava la parola bajorai.
Dopo l'unione di Horodło, insieme alla parola bajary comparve il termine bajary-szlachta (баяры-шляхта) o semplicemente szlachta (шляхта), come appare dalla documentazione del Granducato di Lituania, scritta in parte in antico bielorusso. Nel XV e XVI secolo l'aristocrazia in Polesia o Podlachia era spesso chiamata anche "ziamianie" (зямяне). Dal secondo quarto del XVI secolo, la parola "szlachta" (шляхта) divenne il termine bielorusso volto a definire la più elevata categoria sociale.

### Religione
Nel XIV secolo la maggioranza della nobiltà bielorussa, sia baltica che rutena, abbracciava la religione ortodossa orientale: qualche scriba nelle corti dei sovrani lituani di epoca precedente dovette essere già stato senza dubbio di fede ortodossa. Dopo la cristianizzazione della Lituania, dal 1387 sempre più nobili iniziarono a convertirsi al cattolicesimo, che divenne la religione dominante prima tra l'aristocrazia e poi anche nei ceti più umili.
Nel XVI secolo gran parte della nobiltà bielorussa, sia cattolica che ortodossa, si convertì al calvinismo e ad altre fedi protestanti sull'esempio dei Radziwiłł. Tuttavia, la poderosa risposta della controriforma avvenuta tra la fine del XVI secolo e l'inizio del XVII secolo spinse la maggior parte degli aristocratici convertitisi a tornare sui propri passi. Con l'annessione delle moderne terre bielorusse da parte dell'Impero russo alla fine del XVIII secolo, la nobiltà locale approva prevalentemente cattolica, mentre il resto della popolazione era affiliata perlopiù alle chiese cattoliche di rito orientale, con una piccola minoranza ortodossa localizzata nelle aree più a est. Altre comunità della szlachta legata alla religione ortodossa si trovavano nei dintorni di Pinsk, Davyd-Haradok, Sluck e Mahilëŭ, così come alcuni gruppi di calvinisti.

### Araldica
Gli aristocratici bielorussi vantavano proprie insegne familiari già nel XIV secolo, ma uno dei privilegi introdotti con l'Unione di Horodło consentì loro di adoperare degli stemmi in formato simile a quello dei polacchi (a volte con delle modifiche).
Si contano circa 5.000 stemmi tra quelli della szlachta polacca, bielorussa, lituana e ucraina.

### Famose famiglie nobili rutene
- Czartoryski
- Ostrogski
- Pac
- Sapieha
- Wiśniowiecki